# Garelli Alpina 350
Die Garelli Alpina 350 war ein Motorradmodell des italienischen Herstellers Garelli, das 1935 vorgestellt wurde. Es war eine technische Weiterentwicklung der Garelli 350 mit dem von Adalberto Garelli entwickelten Doppelkolbenmotor (englisch: „Split-Single“). Die Alpina 350 war für anspruchsvolles Gelände und insbesondere den alpinen Einsatz konstruiert.

## Geschichte
Die Garelli Alpina 350 wurde 1935 nach zweijähriger Entwicklungszeit eingeführt. Sie war als leichtes, aber kraftvolles Motorrad für bergiges Gelände und Langstreckenfahrten gebaut. Die Einführung fiel jedoch in eine Zeit, in der Garelli seine Motorradproduktion zunehmend zugunsten von Flugzeugkompressoren für die Luftwaffe reduzierte. Daher blieb die Alpina 350 ein seltenes und nur in geringer Stückzahl gefertigtes Modell.

## Technik
Die Alpina 350 hatte einen luftgekühlten Zweitakt-Doppelkolbenmotor mit 348 cm³ Hubraum. Der Motor arbeitete mit zwei Kolben in getrennten Laufbuchsen und gemeinsamer Brennkammer. Dadurch wurden die Spülung und Effizienz im Vergleich zu herkömmlichen Zweitaktmotoren etwas verbessert.
Das Dreiganggetriebe wurde mit Handschaltung betätigt. Der Antrieb erfolgte über eine Kette. Das Fahrzeug war mit einem offenen Stahlrohrrahmen konstruiert und wog etwa 100 Kilogramm.

## Technische Daten
| Merkmal             | Beschreibung                                             |
| ------------------- | -------------------------------------------------------- |
| Hersteller          | Garelli                                                  |
| Modell              | Alpina 350                                               |
| Produktionsjahr     | ab 1935                                                  |
| Motortyp            | Zweitakt-Doppelkolbenmotor („Split-Single“)              |
| Zylinderzahl        | 2 (in separaten Laufbuchsen mit gemeinsamer Brennkammer) |
| Hubraum             | 348 cm³                                                  |
| Bohrung × Hub       | 52 mm × 82 mm                                            |
| Leistung            | ca. 20 PS bei 4500/min                                   |
| Kühlung             | Luftgekühlt                                              |
| Getriebe            | 3-Gang mit Handschaltung                                 |
| Antrieb             | Kette                                                    |
| Rahmen              | Offener Stahlrohrrahmen                                  |
| Vorderradaufhängung | Trapezgabel (gefedert)                                   |
| Hinterradaufhängung | Starrrahmen (ungefedert)                                 |
| Gewicht (trocken)   | ca. 100 kg                                               |
| Kraftstoffsystem    | Vergaser (Typ nicht überliefert)                         |
| Besonderheiten      | Split-Single-Motor, bergtauglich konstruiert             |

## Bedeutung
Die Alpina 350 war eines der letzten Motorräder von Garelli vor dem Zweiten Weltkrieg. Sie steht für die konsequente Weiterentwicklung des Split-Single-Motors, der von Garelli bereits in früheren Rennmaschinen erfolgreich eingesetzt wurde. Heute ist sie ein gesuchtes Sammlerstück.